# از گوشت و خون من
از گوشت و خون من (به انگلیسی: My Flesh and Blood) یک فیلم مستند در سال ۲۰۰۳ توسط جاناتان کرش است که یک سال از زندگی خانواده تام است. خانواده تام به عنوان مادر یعنی سوزان تام، قابل توجه است، که ۱۱ فرزند را سرپرستی می‌کرد، که بیشتر آنها معلولیت‌های جدی یا بیماری داشتند. این فیلم برای چندین جایزه، از جمله جایزه مخاطبان و جایزه کارگردان در جشنواره فیلم ساندنس، نامزد شده است.